# Lehm- und Backsteinstraße
Die Lehm- und Backsteinstraße ist eine Ferienstraße im östlichen Landkreis Ludwigslust-Parchim in Mecklenburg-Vorpommern. Sie besteht seit 1999 und ist 54 Kilometer lang. Entlang der Route wird die Herstellung von Backstein in Ziegeleien und seine Verwendung in Backsteinkirchen, alten Industriebauten und modernen Ökobauten vorgestellt.

## Verlauf
Der Rundkurs verläuft von Ganzlin über die Landesstraße 17 nach Lübz, von dort über die Bundesstraße 191 nach Plau am See und dann über die Bundesstraße 103 zurück nach Ganzlin. Die meisten der „Stationen“ genannten Anfahrtsziele befinden sich jedoch nicht unmittelbar an der Strecke, sondern verteilen sich im Gebiet zwischen Karow im Norden und der Prignitz im Süden. 
Zum Rundkurs gehören 15 Stationen in Barkhagen, Gallin-Kuppentin, Ganzlin, Wahlstorf (Gehlsbach), Kritzow, Lübz, Marienfließ und Plau am See: 

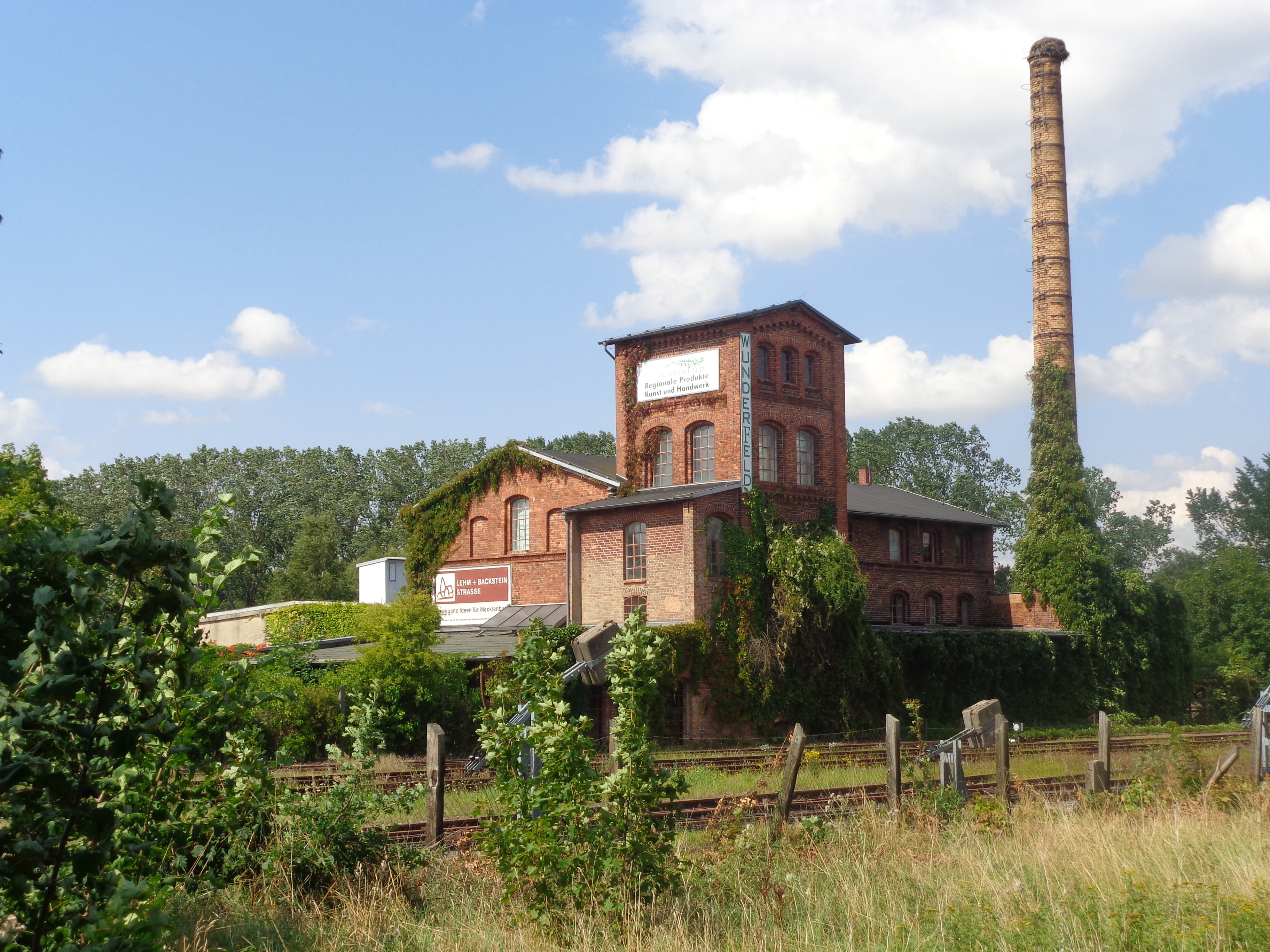
FAL Europäische Bildungsstätte für Lehmbau, Ganzlin

Barkhagen
Kirche Barkow
Gallin-Kuppentin
Kirche Kuppentin
Ganzlin
Filzmanufaktur „Ülepüle“
Gutshaus Klein Dammerow
Lehmmuseum Gnevsdorf
Lehr- und Erlebnisgarten Wangelin
Gehlsbach
Filmwerkstatt WaDaQua
Kritzow
Heimatmuseum Schlemmin
Technisches Denkmal Ziegelei Benzin
Lübz
Altstadt
Wasserkraftwerk Bobzin
Marienfließ
Künstlerhof Schallenberg
Plau am See
Burg Plau am See
Karower Meiler
Schau-Imkerei Neumann

## Auszeichnung
Die Lehm- und Backsteinstraße gewann 1999 den Wettbewerb Sozialverantwortlicher Tourismus. Mit dem Förderpreis würdigt der Studienkreis für Tourismus und Entwicklung sozialverantwortlichen Tourismus in aller Welt. Die Lehm- und Backsteinstraße sei ein „partizipativ organisiertes Projekt mit eindeutig kommunal- und regionalpolitischer Ausrichtung“.